# الشبيبة الرياضية بالعمران
الشبيبة الرياضية بالعمران هو فريق كرة قدم تونسي تأسس عام 1943 في مدينة العمران ، ولاية تونس يلعب هذا الفريق في الرابطة التونسية الاولى لكرة القدم في موسم 2024 - 2025.